# Ursulinen in Berlin
Ursulinen waren in Berlin-Kreuzberg, Rudow und Berlin-Dahlem von 1854 bis 1979 tätig.

## Geschichte
Berlin-Mitte 1854–1855

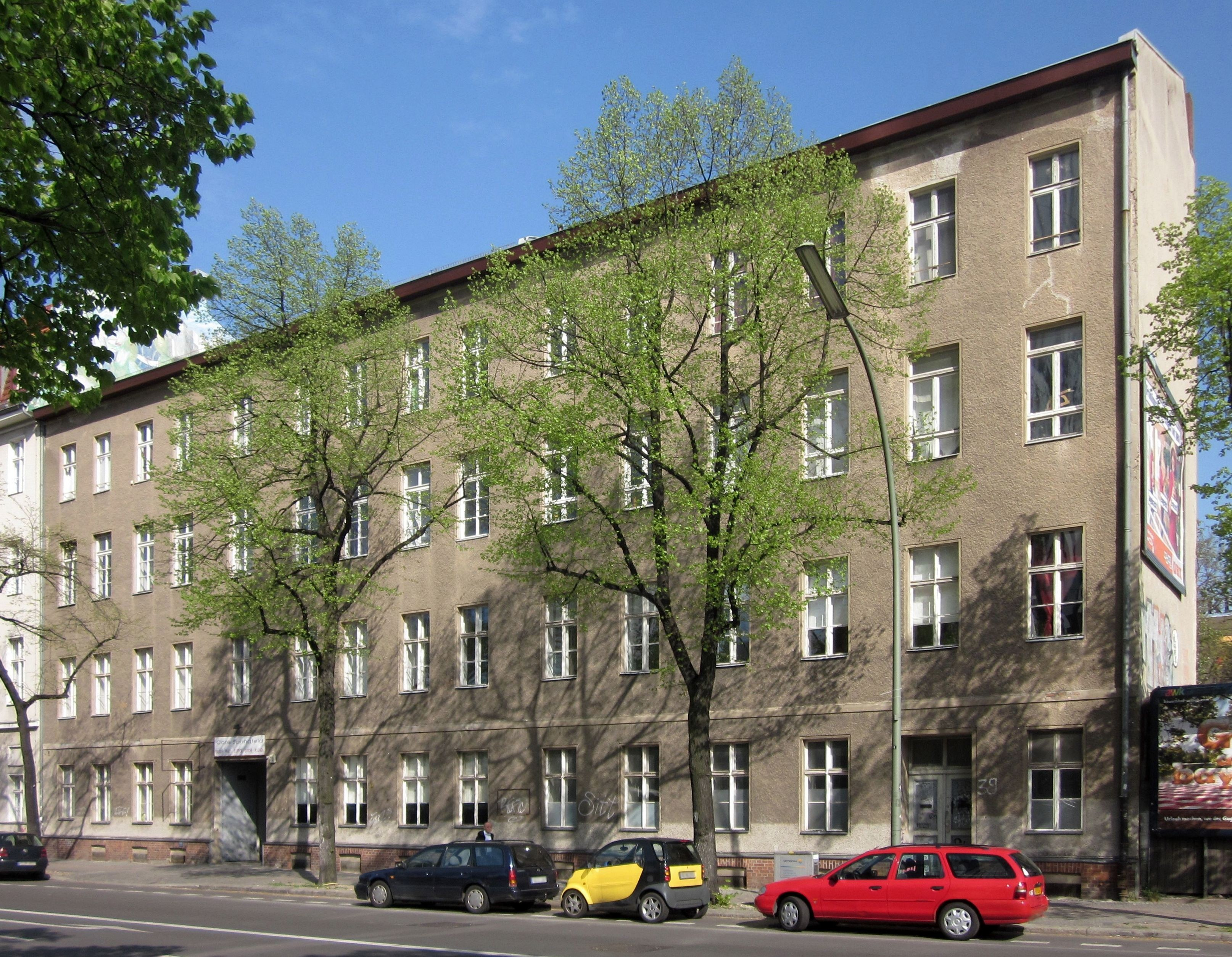
Klostergebäude, heute Axel-Springer-Straße 39

1851 wurde eine katholische Höhere Töchterschule in der Jägerstraße in Berlin-Mitte durch die katholische Kirche eröffnet.
Am 1. Mai 1854 kamen die ersten drei Ursulinen aus Breslau, um die Leitung der Schule  zu übernehmen.
Berlin-Kreuzberg 1855–1877
1855 bezogen sie ein Grundstück in der Lindenstraße 48 (später 39) in Berlin-Kreuzberg, das die St.-Hedwigs-Gemeinde für sie gekauft hatte. Sie führten dort die Schule fort und betrieben außerdem ein Pensionat und ein Waisenheim, später auch ein Lehrerinnenseminar. 1857 erhielten sie die Zustimmung des Papstes zur Gründung des Monasteriums der Unbefleckten Empfängnis Mariä. Dieses war das erste katholische Kloster in der Mark Brandenburg seit der Reformation. 1860 wurde die neue Kapelle geweiht. 1861 wurde ein neues Hauptgebäude errichtet.
Die Ursulinen erfreuten sich einer großen Beliebtheit unter den Mädchen und Pensionärinnen, die Kaiserin empfing sie, auch der Kaiser und weitere Persönlichkeiten wie der Industrielle Borsig spendeten für deren Einrichtungen.
1875 erließ der Berliner Polizeipräsident ein Verbot für Klöster in der Zeit des Kulturkampfes. 1877 wurde es geschlossen. Der Lehrbetrieb wurde durch weltliche Damen fortgeführt.
Rudow 1877–1888
Die sechs Ursulinenschwestern konnten in ein Grundstück in Rudow, damals bei Berlin, umziehen, das sie 1872 zur Nutzung erhalten hatten. 1884 eröffneten sie dort eine neue Kapelle für katholische Gemeindemitglieder. Ihr Haus wurde ein Begegnungs- und Zufluchtsort für katholische Priester und Ordensleute in der Zeit der Bedrängnis.
Berlin-Kreuzberg 1889–1937
1889 durften die Ursulinen in ihr Kloster in der Lindenstraße in Berlin-Kreuzberg zurückkehren und den Schul- und Pensionatsbetrieb fortführen. 1912 wurde ein neues größeres Schulgebäude fertiggestellt und darin ein Gymnasium eingerichtet.
1937 wurde das Kloster auf Druck der Regierung geschlossen. Der Gebäudekomplex musste an die benachbarte Feuerwache verkauft werden.
Berlin-Dahlem 1937–1939 
Die Ursulinen konnten ein Grundstück in Berlin-Dahlem für den Schulbetrieb nutzen. 1939 wurde dieser dort auch verboten.
Die Schwestern verließen Berlin und gründeten eine Schule in Chile oder gingen in das Kloster in Neustadt an der Dosse.
Schule St. Ursula 1948–1968 
1948 konnten die Ursulinen wieder eine Schule betreiben. 1966 wurde ein neues Schulgebäude in Berlin-Zehlendorf gebaut und ging 1968 in die Trägerschaft des Bischöflichen Ordinariats über.
1979 verließen die letzten Ursulinen Berlin und gingen nach Niederaltaich.

## Weitere Nutzung der Gebäude
Berlin-Kreuzberg Lindenstraße 39
Das Vorderhaus in der Lindenstraße 39 (heute Axel-Springer-Straße 39) ist erhalten, die Schmuckelemente an der Außenfassade wurden allerdings entfernt. Es ist seit 1976 im Eigentum des Landes Berlin und wird als Künstlerhaus mit Café genutzt.
Die Seitengebäude und die Kapelle wurden 1945 beschädigt und danach abgetragen.
Alt-Rudow 42–46
Die Villa von 1874 in Alt-Rudow 42–44 (vorher Kaiser-Wilhelm-Straße 9) ist erhalten. Die Kapelle in Alt Rudow 46 wurde 1967 abgerissen und durch einen Neubau ersetzt, auch die ehemaligen Wirtschaftsgebäude sind nicht mehr erhalten.